# Иди Фалко
Идит Иди Фалко (енгл. Edith "Edie" Falco; Њујорк, 5. јул 1963) је америчка филмска, телевизијска и позоришна глумица. Најпознатија је по улогама Дајане Витлси из серије Оз, као и по улогама Кармеле Сопрано у серији Породица Сопрано и Џеки Пејтон у Сестри Џеки.

## Породица
Рођена је у Бруклину, делу Њујорка и ћерка је глумице Џудит Андерсон и џез бубњара Френка Фалка. Отац јој је италијанског, а мајка шведског порекла. Има браћу Џозефа и Пола, као и сестру Рут. Стриц јој је Едвард Фалко, писац, драматург и песник, професор енглеског језика на универзитету Вирџинија тек у Блексбургу. Одрасла је у Нортропу и Вест Ајслипу, на Лонг Ајленду. Мајка је двоје усвојене деце, сина Андерсона и ћерке Мејси.

## Образовање
Иди Фалко је матурирала у нортропској гимназији 1981. године са улогом Елизе Дулитл у дипломској представи Моја лепа госпођице. Студирала је глуму на одељењу Њујоршког државног универзитета у Перчасу, у класи са глумцима Стенлијем Тучијем и Вингом Рејмсом. Са њима је и данас у пријатељским односима.

## Каријера
Фалкова је на почетку каријере играла епизодне улоге у серијама Ред и закон и Одељење за убиства. Извршни продуцент серије Одељење за убиства Том Фонтана ангажовао је Фалкову за улогу Еве Торман, жене рањеног полицајца, пошто ју је запазио у филму Закони гравитације Ника Гомеза, снимљеном 1992. године. Фонтана је за њу рекао да је небрушени дијамант и да глуми толико једноставно и искрено да то оставља човека без даха. Како је у то време била сиромашна глумица на почетку каријере, Фалкова је новцем од ових хонорара платила кирију. Фонтана ју је ангажовао да игра затворску чуварку Дајане Витлси у серији Оз коју је снимао за Телевизију ХБО. Лик Дајане Витлси био је заснован на епизодној улози коју је одиграла у серији Одељење за убиства.
Њено прво озбиљније појављивање на филму је мала улога у остварењу Вудија Алена Меци изнад Бродвеја. Улогу је добила захваљујући пријатељству са Едијем Менделсоном, колегом са студија, који је био асистент костимографа у том филму. Фалко је такође играла у Менделсоновом редитељском првенцу, филму Џуди Берлин, који му је донео награду за најбољег редитеља на Филмском фестивалу Санденс. Глумица из серије Досије Икс Џилијан Андерсон, глумица Америка Ферера из серије Ружна Бети, Тина Феј из серије 30 Rock и она једине су глумице које су исте године награђене Златним глобусом, Емијем и наградом Удружења филмских и телевизијских глумаца. Фалко је ове награде добила 2003. године за улогу Кармеле Сопрано у четвртој сезони серије Породица Сопрано.
Укупно је освојила четири Емија, два Златна глобуса и пет Награда Удружења филмских и телевизијских глумаца.
Играла је у филмовима Поверење, Земља полицајаца, Интимни делови (улога без текста), Случајна љубав, Земља слободе, као и у филму Џона Сејлса Држава сунца, када је добила награду за најбољу споредну улогу коју су јој доделили филмски критичари Лос Анђелеса. На Бродвеју је играла у драми Споредни човек (која је освојила награду Тони), римејку представе Френки и Џони на месечини (заједно са Стенлијем Тучијем), као и у представи Лаку ноћ, мајко, где је глумила поред Бренде Блетин.
Игра главну улогу у Шоутајмовој серији Сестра Џеки која се приказује од 2009. године.

## Филмографија
| Улоге Иди Фалко |                     |               |                          |          |
| Година          | Српски назив        | Изворни назив | Улога                    | Напомена |
| 1987.           |                     |               | Karen                    |          |
| 1989.           |                     |               | Jane – The Waitress      |          |
| 1989.           |                     |               | Woman in Carriage        |          |
| 1990.           | Поверење            |               | Peg Coughlin             |          |
| 1991.           |                     |               | Female Cab Driver        |          |
| 1992.           | Закони гравитације  |               | Denise                   |          |
| 1992.           |                     |               | Ginny                    |          |
| 1993.           |                     |               | Режисер                  |          |
| 1994.           | Меци изнад Бродвеја |               | Lorna                    |          |
| 1995.           |                     |               | Jean                     |          |
| 1995.           |                     |               | Mom                      |          |
| 1996.           |                     |               | Angie                    |          |
| 1996.           |                     |               | Union Speaker            |          |
| 1996.           |                     |               | Marcy                    |          |
| 1996.           |                     |               | Patty                    |          |
| 1997.           |                     |               | Joanne                   |          |
| 1997.           |                     |               | Alison's Friend          |          |
| 1997.           | Земља полицајаца    |               | Berta (Bomb Squad Agent) |          |
| 1997.           |                     |               | Vivian Stewart           |          |
| 1997.           |                     |               | Billie                   |          |
| 1998.           |                     |               | Diana DiBianco           |          |
| 1998.           |                     |               | Feiga                    |          |
| 1999.           | Џуди Берлин         |               | Judy Berlin              |          |
| 1999.           |                     |               | TV Producer              |          |
| 1999.           | Пробуђена срца      |               | Janice                   |          |
| 2000.           |                     |               | Mom                      |          |
| 2000.           |                     |               | Festival Coordinator     |          |
| 2002.           | Држава сунца        |               | Marly Temple             |          |
| 2004.           |                     |               |                          |          |
| 2005.           |                     |               | Judge                    |          |
| 2005.           | Сутра је нови дан   |               | Safarah Polsky           |          |
| 2005.           | Тишина              |               | Olivia Deer              |          |
| 2006.           | Земља слободе       |               | Karen Colluci            |          |
| 2010.           |                     |               | Peggy                    |          |
| 2013.           |                     |               | Артемида                 |          |
| 2016.           |                     |               | Jackie Leavey            |          |
| 2017.           |                     |               | Miller                   |          |
| 2017.           |                     |               | Pat Jacobs               |          |
| 2022.           | Аватар: Пут воде    |               | генерал Ардмор           |          |
| 2023.           | Рај за лудаке       |               | агент                    |          |
| 2025.           | Аватар 3            |               | генерал Ардмор           |          |

## Политички ангажман
Током америчких председничких избора 2004. појавила се у полуминутној ТВ реклами удружења грађана M.O.B. (Mothers Opposing Bush- Мајке против Буша), у којој поручује Мајкама су њихова деца увек на првом месту. Јесу ли и вама, господине Буш?. Акција је била усмерена против Џорџа Буша, тадашњег председника САД који је био у трци за други мандат.
Донирала је 1000 долара за председничку кампању Џона Керија 2004, 300 долара Националном комитету Демократске странке исте године, 1000 долара и поново 300 долара за Хилари Клинтон 2005. године. У серији 30 Rock је имала епизодну улогу демократске конгресменке.
Постала је портпарол организације Здравствено осигурање за све у Америци (енгл. Health Care for America Now) која заступа реформу здравственог система земље на основу платформе Барака Обаме, и тим поводом је гостовала на ТВ Си-Ен-Ен 25. јуна 2009.

## Приватни живот
Признала је како је била алкохоличар и да је решила да се лечи после једне ноћи тешког пијанства. У једном интервјуу је изјавила како јој је посебно тешко било да проводи време са екипом серије Породица Сопрано, пошто су ови склони честим опијањима. Рекла је како се екипа често забавља и да она није део те приче; увек је позвана, али се задржи свега два минута јер не може више да живи таквим животом. Заговорник је програма од 12 корака за одвикавање од алкохолизма који су осмислили Анонимни алкохоличари.
Године 2003. дијагностикован јој је рак дојке, али се излечила. Вест о болести објавила је тек после годину дана од постављања дијагнозе. Што се тиче деце коју је усвојила, каже да јој никада није било посебно битно да има биолошку децу, већ да је више преовладала жеља за подизањем деце.